# Ђовани Франческо Уголини
Ђовани Франческо Уголини (итал. Giovanni Francesco Ugolini; Pont-à-Vendin, 28. фебруар 1953) је био капетан-регент Сан Марина од 1. октобра 2010. до 1. априла 2011. Служио је заједно са Андреом Заферанијем. Члан је Демохришћанске странке. Претходно је био на истом положају од 1. априла до 1. октобра 2002. године.